# Сен-Мексан (Крёз)
Сен-Мекса́н (фр. Saint-Maixant) — коммуна во Франции, находится в регионе Лимузен. Департамент коммуны — Крёз. Входит в состав кантона Обюссон. Округ коммуны — Обюссон.
Код INSEE коммуны — 23210.

## Население
Население коммуны на 2010 год составляло 225 человек.
| 1962 | 1968 | 1975 | 1982 | 1990 | 1999 | 2010 |
| ---- | ---- | ---- | ---- | ---- | ---- | ---- |
| 320  | 320  | 304  | 298  | 255  | 260  | 225  |

## Экономика
В 2010 году среди 132 человек трудоспособного возраста (15—64 лет) 99 были экономически активными, 33 — неактивными (показатель активности — 75,0 %, в 1999 году было 66,7 %). Из 99 активных жителей работали 92 человека (49 мужчин и 43 женщины), безработных было 7 (6 мужчин и 1 женщина). Среди 33 неактивных 10 человек были учениками или студентами, 15 — пенсионерами, 8 были неактивными по другим причинам.

## Достопримечательности
- Сен-Мексан — средневековый каменный замок.